# Caristanius
Caristanius is een geslacht van vlinders van de familie snuitmotten (Pyralidae), uit de onderfamilie Phycitinae.

## Soorten
- C. decoloralis Walker, 1863
- C. guatemalella Ragonot, 1888
- C. minimus Neunzig, 1977
- C. pellucidellus Ragonot, 1888